# Софија Јеремић
Софија Јеремић је српска телевизијска, позоришна и гласовна глумица и драмски педагог.

## Биографија
Дипломирала је на академији уметности „Браћа Карић”, одсек глуме на класи Небојше Дугалића. Радила је на синхронизацији анимираних филмова 2005—2008, у позоришту Пан театар од октобра 2006, на радију ТДИ од септембра до децембра 2008, као глумица у представи „Сладак купус са овчетином, па изволте на самоубиство” 2010—2014, на синхронизацији анимираног и играног програма телевизије Хепи од јануара до септембра 2013. и као драмски педагог у приватним вртићима 2016. године. Ауторка је монодраме за децу „Црвени носић” октобра 2019. Глумила је у представама „Чаробно кресиво”, „Пинокио”, „Алиса у земљи Оза”, „Ружно паче”, „Петар Пан”, „Снежана у земљи патуљака”, „Пиратска академија” и „Аладинова чаробна лампа”. Ауторка је представа „Ја сам се заљубишка”, „Веселе вештице”, „Коњски зубић у нашега цара”, „Шалалајкина цицибан чаролија”, „Лазина рођенданска журка”, „Царево ново одело” и „Црвени носић”.

## Филмографија
| Година | Филм               |
| ------ | ------------------ |
| 2007.  | Љубав и мржња      |
| 2018.  | Ургентни центар    |
| 2022.  | You Won't Be Alone |
| 2022.  | Корак назад        |

## Синхронизација
| Година     | Наслов                 | Улога                                   |
| ---------- | ---------------------- | --------------------------------------- |
| 2006—2009. | Брац                   | Саша, Кристи                            |
| 2007—2008. | Винкс (сезоне 1—3)     | Дарси, Диџит, Мици; Дијаспро (С3)       |
| 2013.      | Винкс (сезона 5)       | Стела, Дафни, Ванеса (епизоде 14-26)    |
| 2013.      | Јесење сузе            |                                         |
| 2013.      | Мале вештице           |                                         |
| 2013.      | Вирус Атак             |                                         |
| 2013.      | Магично срце           | Ерика/Вила Марина, Сорина, Суза, Талија |
| 2013—2014. | Драгуљски љубимци      |                                         |
| 2014.      | Сабрина: Цртана серија | Сабрина Спелман итд.                    |
| 2014.      | Породица Икс           | Среда Икс, Труман Икс                   |
| 2014.      | Страшни Лери           |                                         |
| 2014.      | Брац вампирице         | Саша, Кристи                            |
| 2014—2015. | Винкс (сезоне 6—7)     | Стела (С6); Флора (С7); Дафни, Аморе    |
| 2025.      | Лоши момци 2           |                                         |